# Gustav von Branovaczky
Ritter Gustav von Branovaczky (* 1. Mai 1850 in Klausenburg, Königreich Ungarn; † 22. Dezember 1935 in Kronstadt, Königreich Rumänien) war ein siebenbürgischer Arzt und Medizinforscher, Augenheilkundler, Direktor des Städtischen Spitals und Stadtphysikus von Kronstadt.

## Leben
Als Sohn des österreichisch-kroatischen k.k. General-Majors Waso Ritter v. Branovaczky, dessen ehemaliger Herrensitz bei Mutnik in der Nähe von Cazin (Bosnien-Herzegowina) liegt, absolvierte er das ev. Deutsche Gymnasium in Mediasch (ung. Medgyes, rum. Mediaș). Dann studierte er in Leipzig und Wien Medizin, wo er am 24. Dezember 1878 an der Medizinischen Universität Wien, Alma Mater Rudolphina, zum „Doktor med. der gesamten Heilkunde“ promoviert wurde.
Nachdem im Jahr 1878 Österreich-Ungarn die Provinzen Bosnien und Herzegowina mit der Hauptstadt Sarajevo annektiert hatte, kehrte Branovaczky nach Siebenbürgen zurück und heiratete Clothilde, geb. Graffius (1860–1940), eine Tochter des Mediascher Bürgermeisters Carl Graffius und Schwester des Oberstuhlrichters Alfred Graffius (Schäßburg, ung. Segesvár).
Gustav von Branovaczky starb am 22. Dezember 1935 im Alter von 85 Jahren in Kronstadt.

## Werk
Zwischen 1880 und 1899 wirkte Branovaczky 19 Jahre lang als Gemeindearzt in Zeiden (ung. Feketehalom, rum. Codlea), einer Stadt im südöstlichen, siebenbürgischen Burzenland (rum. Țara Bârsei). In Zeiden wurde im Oktober 1885 seine Tochter Clothilde geboren.
Im Jahr 1899 wurde er zum Stadtphysicus von Kronstadt (ung. Brassó, rum. Brașov) gewählt. Als solcher entfaltete er eine vielseitige medizinische, soziale und gesellschaftliche Tätigkeit. Unter seiner Leitung wurde in Kronstadt die erste städtische Kanalisation angelegt.
Im Jahr 1911 fuhr Branovaczky nach Dresden zu der von Karl August Lingner (1861–1916), den er noch aus seiner Studienzeit kannte, organisierten Internationalen Hygieneausstellung und erstattete nach seiner Rückkehr einen so genauen und tiefgründigen Bericht über die dort erlangten Erkenntnisse, dass unter dem Eindruck seines Fachreferats der damals noch sächsische Stadtmagistrat eine ganze Reihe hygienischer Maßnahmen beschloss und durchführen ließ. Gleichzeitig praktizierte Branovaczky jahrelang im Staatlichen Augenspital und als Direktor im Bürgerspital Kronstadts. Außerdem war er auch im evangelischen Presbyterium Kronstadts und als Mitglied im Siebenbürgischen Verein für Naturwissenschaften zu Hermannstadt tätig.
Im Jahr 1921 wurde Branovaczky pensioniert, und mit ihm trat der letzte deutsche Stadtphysikus von Kronstadt (eine Großstadt, die seit 1918 nicht mehr zum Königreich Ungarn, sondern zum neuentstandenen Königreich Großrumänien gehörte) in den Ruhestand.